# Francisca Drummond de Melfort y Wallace
Francisca Drummond de Melfort y Wallace (Saint Sulpice, París, 1 de enero de 1696 - Madrid, 2 de junio de 1724), fue condesa de Castel Blanco y duquesa de San Andrés por matrimonio y dama de honor de los reyes de España.

## Vida
Era hija de John Drummond, primer Conde de Melfort, etc., y de Eufemia Wallace. Tuvo relación directa con la familia real española a través del matrimonio de su nieta María Teresa de Vallabriga con el infante Luis de Borbón y Farnesio.

### Matrimonio e hijos
Se casó con José de Rozas y Meléndez de la Cueva, I duque de San Andrés, II conde de Castelblanco. Tuvo los siguientes hijos:
- Josefa de Rozas y Drummond de Melfort.
- María Benita de Rozas y Drummond de Melfort, se casó con Pedro Fitz-James Stuart, Capitán General de la Real Armada.
- Juan José de Rozas y Drummond de Melfort.